# Ratpenat de cua de beina de panxa nua
El ratpenat de cua de beina de panxa nua (Taphozous nudiventris) és una espècie de ratpenat de la família dels embal·lonúrids que es troba a Algèria, Burkina Faso, el Txad, República Democràtica del Congo, Djibouti, Egipte, Eritrea, Ghana, l'Índia, Israel, Jordània, Kenya, Mauritània, Marroc, Myanmar, el Níger, Nigèria, el Pakistan, Senegal, Somàlia, el Sudan, Tanzània, Togo i Turquia.
El seu hàbitat natural és la sabana, els deserts càlids i les coves.